# Mors lilla Olle
«Mors lilla Olle» es una canción infantil sueca compuesta en 1895 por Alice Tegnér. Cuenta la historia de un niño llamado Olle que encuentra un oso en el bosque. Lo toma por un perro y le da de comer arándanos. Cuando la madre de Olle lo ve, se pone a gritar y el oso huye. Olle le pregunta a su madre si el "perro" podría volver.
Está inspirada en un hecho real. En 1850, un niño llamado Jon Ersson, junto con sus hermanos y hermanas, recogía arándanos en el bosque del parque nacional de Fulufjället, no muy lejos de su casa en Morbäcksätern, Särna. Jon, que tenía un año y siete meses se encontró con una osa y sus dos cachorros a los que dio de comer arándanos. Luego, Jon y los oseznos descansaron con la osa. Cuando una hermana de Jon lo vio, fue a buscar a su madre, que asustó a los animales.
Un periódico noruego informó del suceso en 1851. El autor sueco Wilhelm von Braun (1813-1860) escribió un poema sobre esta historia, en el que se inspiró Alice Tegnér. 